# 高橋秀雄 (伝統芸能)
高橋 秀雄（たかはし ひでお、1931年9月17日 - 2002年9月5日）は、日本伝統芸能研究者。

## 生涯
奈良県奈良市出身。早稲田大学第一文学部演劇科卒業。文化庁に入り、主任文化財調査官として日本伝統芸能（無形文化財）の全国調査、重要無形文化財の指定にあたる。国立劇場の指導・助言も行い、1986年度民謡文化賞受賞、1992年文化庁を退官。日本伝統芸能研究所所長として伝統芸能の企画・制作などで活躍。
2002年9月5日、肝臓癌のため死去。

## 著書
- 『ふるさとの芸能』大阪書籍 朝日カルチャーVブックス　1984
- 『日本の伝統芸能 1　雅楽』小峰書店 1995
- 『祭り ふるさと西日本』そうよう 2000
- 『祭り ふるさと東日本』そうよう 2000
- 『伝統芸能の伝道師』おうふう 2003

### 共編著
- 『歌舞伎十八番』河竹登志夫,榎本由喜雄共編 写真:林嘉吉 毎日新聞社 1976
- 『歌舞伎舞踊』河竹登志夫共編 写真:林嘉吉 毎日新聞社 1976
- 『世話狂言集 歌舞伎名作選』河竹登志夫共編集 林嘉吉 写真 毎日新聞社 1982
- 『歌舞伎十八番 写真集』林嘉吉撮影 茂木千佳史共編 ぎょうせい 1985
- 『歌舞伎舞踊名作撰』林嘉吉写真 茂木千佳史共解説 毎日新聞社 1986
- 『歌舞伎荒事』編 林嘉吉写真 毎日新聞社 1990
- 『祭礼行事 都道府県別 愛知県』春日井正人共編 桜楓社 1991
- 『祭礼行事 都道府県別 神奈川県』須藤功共編 桜楓社 1991
- 『祭礼行事 都道府県別 滋賀県』長谷川嘉和共編 桜楓社 1991
- 『祭礼行事 都道府県別 奈良県』鹿谷勲共編 桜楓社 1991
- 『祭礼行事 都道府県別 佐賀県』仏坂勝男共編 桜楓社 1991
- 『祭礼行事 都道府県別 島根県』白石昭臣共編 桜楓社 1991
- 『祭礼行事 都道府県別 富山県』漆間元三共編 桜楓社 1991
- 『祭礼行事 都道府県別 秋田県』須藤功共編 桜楓社 1992
- 『祭礼行事 都道府県別 石川県』今村充夫共編 桜楓社 1992
- 『祭礼行事 都道府県別 沖縄県』比嘉康雄共編 桜楓社 1992
- 『祭礼行事 都道府県別 香川県』市原輝士共編 桜楓社 1992
- 『祭礼行事 都道府県別 東京都』原義郎共編 桜楓社 1992
- 『祭礼行事 都道府県別 岩手県』門屋光昭共編 桜楓社 1992
- 『祭礼行事 都道府県別 京都府』青山淳二共編 桜楓社 1992
- 『祭礼行事 都道府県別 岐阜県』片桐芳一共編 桜楓社 1992
- 『祭礼行事 都道府県別 静岡県』八木洋行共編 桜楓社 1992
- 『祭礼行事 都道府県別 千葉県』渡辺良正共編 おうふう 1992
- 『祭礼行事 都道府県別 宮城県』三崎一夫共編 桜楓社 1992
- 『祭礼行事 都道府県別 青森県』成田敏共編 桜楓社 1993
- 『祭礼行事 都道府県別 大分県』染矢多喜男共編 桜楓社 1993
- 『祭礼行事 都道府県別 大阪府』森成元共編 桜楓社 1993
- 『祭礼行事 都道府県別 福岡県』渡辺良正共編 桜楓社 1993
- 『祭礼行事 都道府県別 北海道』宮良高弘共編 桜楓社 1993
- 『祭礼行事 都道府県別 山形県』大友義助共編 桜楓社 1993
- 『祭礼行事 都道府県別 新潟県』近藤忠造共編 桜楓社 1993
- 『祭礼行事 都道府県別 福島県』懸田弘訓共編 桜楓社 1993
- 『祭礼行事 都道府県別 岡山県』尾崎聡共編 おうふう 1995
- 『祭礼行事 都道府県別 鳥取県』野津竜共編 おうふう 1995
- 『祭礼行事 都道府県別 長野県』下平宗男共編 おうふう 1995
- 『祭礼行事 都道府県別 福井県』金田久璋共編 おうふう 1995
- 『祭礼行事 都道府県別 三重県』西城利夫、福田良彦、藤原寛共編 おうふう 1995
- 『祭礼行事 都道府県別 山梨県』志摩阿木夫共編 おうふう 1995
- 『祭礼行事 都道府県別 愛媛県』客野澄博共編 おうふう 1995
- 『祭礼行事 都道府県別 高知県』高木啓夫共編 おうふう 1995.10
- 『祭礼行事 都道府県別 栃木県』尾島利雄共編 おうふう 1995
- 『祭礼行事 都道府県別 山口県』伊藤芳枝共編 おうふう 1995
- 『祭礼行事 都道府県別 茨城県』茂木栄、加藤健司共編 おうふう 1996
- 『祭礼行事 都道府県別 群馬県』板橋春夫共編 おうふう 1996
- 『祭礼行事 都道府県別 広島県』神田三亀男共編 おうふう 1996
- 『祭礼行事 都道府県別 埼玉県』杤原嗣雄共編 おうふう 1996
- 『祭礼行事 都道府県別 熊本県』坂本経昌共編 おうふう 1997
- 『祭礼行事 都道府県別 長崎県』立平進,吉村政徳共編 おうふう 1997
- 『祭礼行事 都道府県別 兵庫県』久下隆史共編 おうふう 1997
- 『祭礼行事 都道府県別 鹿児島県』向山勝貞共編 おうふう 1998
- 『祭礼行事 都道府県別 徳島県』西田茂雄共編 おうふう 1998
- 『祭礼行事 都道府県別 宮崎県』山口保明共編 おうふう 1998
- 『祭礼行事 都道府県別 和歌山県』小山豊共編 おうふう 1999
- 『日本の楽器 日本の音』全6巻　総監修・著 佐藤敏直音楽監修 小峰書店 2002